# Друзь Олександр Абрамович
Олекса́ндр Абра́мович Друзь (нар. 10 травня 1955, Ленінград) — радянський і російський гравець інтелектуальних ігор. Магістр гри «Що? Де? Коли?», володар призу «Діамантова сова», а також шестикратний володар призу «Кришталева сова», триразовий чемпіон світу зі спортивної версії «Що? Де? Коли?», директор Санкт-Петербурзької філії Міжнародної асоціації клубів «Що? Де? Коли?». Багаторазовий учасник телеігор «Брейн-ринг» і «Своя гра», в яких встановив ряд досягнень.

## Життєпис
Олександр Друзь народився 10 травня 1955 року у Ленінграді у сім'ї кадрового військового Абрама Друзя (1911—1984), уродженця Житомира, інженера-підводника, капітана 3-го рангу, кавалера ордену Червоного Прапора, двох орденів Червоної Зірки, і Сейни Друзь (нар. 1920), учасниці оборони Ленінграда, медсестри військового госпіталю.
Перший приз в житті у вікторині здобув у 9 років під Житомиром. В дитинстві кожне літо проводив у Житомирській області, приїзджав до бабусі.
У 1972 році закінчив ленінградську середню школу № 47 ім. Ушинского.
У 1975 році закінчив Ленінградський індустріально-педагогічний технікум ПТО за фахом технік-електрик, майстер виробничого навчання.
У 1980 році закінчив Ленінградський інститут інженерів залізничного транспорту ім. Образцова за фахом інженер-системотехнік.
З 1991 року Олександр Друзь викладає школярам. Працював в 171-ій французькій гімназії, у фізико-математичному ліцеї № 239, в гімназії № 330. Багаторазово організовував шкільні турніри з «Що? Де? Коли?» міського і міжнародного значення. За заслуги в області освіти в РФ нагороджений медаллю «В пам'ять 300-річчя Санкт-Петербургу».
За фахом — інженер-системотехнік; обіймав посаду керівника телепрограм петербурзького каналу «СТО».
Займався будівельним бізнесом.

## Інтелектуальні ігри
У телегрі «Що? Де? Коли?» уперше з'явився в 1981 році, відтоді виступав майже без перерв, що є рекордом гри.
У 1982 році став першим знавцем, який був дискваліфікований за підказку гравцям.
У 1986 році зіграв за столом в найпершій грі «Що? Де? Коли?», яка пройшла в прямому ефірі.
У 1990 році зіграв за столом в найпершій грі «Що? Де? Коли?», яка пройшла в «Мисливському будиночку».
У 1995 році Олександр Друзь був удостоєний почесного звання Магістра гри «Що? Де? Коли?», нагороджений «Великою кришталевою совою» і орденом «Діамантова зірка» як кращий гравець за усі 20 років існування елітарного клубу. Пізніше титул Магістра також отримали Максим Поташов, Віктор Сіднєв, Андрій Козлов і Єлизавета Овдієнко.
Шість разів нагороджувався «Кришталевою совою» як найкращий гравець інтелектуального Клубу (1990, 1992, 1995, 2000, 2006, 2012). Володар «Діамантової сови» (призу найкращого гравця 2011 року).
Також володіє рекордами по числу проведених ігор — 100 (на 11 квітня 2022 року) і перемог — 59.
Капітан команди «Транссфера» у спортивній версії «Що? Де? Коли?», яка під назвою «Троярд» отримала перемогу в I чемпіонаті світу (2002). 9 разів підряд команда завойовувала Кубок Губернатора Санкт-Петербургу з гри «Що? Де? Коли?».
Чемпіон телевізійної гри «Брейн-ринг» в 1990, 1991, 1994, 2010 роках.
У телегрі «Своя гра» вигравав «Лінійні ігри» (1995), «Суперкубок» (2003), був капітаном команди, що виграла III «Кубок Виклику» (2002), встановив абсолютний рекорд результативності за одну гру — 120001 рубль (побивши свій же рекорд встановлений раніше). Станом на сьогоднішній день, Олександр Друзь на 2-м місці по підсумкових сумарних виграшах за усі часи (855.634 рублів). Також вигравав найбільшу ставку (38 500 рублів) і найбільший ва-банк на питанні-аукціоні (30 600 рублів). Здобув 22 перемоги поспіль (1995—2003).
У 2009 році як легіонер виступив за команду «Микита Мобайл ТеТе» на чемпіонатах Узбекистану з «Брейн-рингу» (1-ше місце) і з «Що? Де? Коли?» (2-е місце), потім на I Відкритому Кубку Ташкента (1-ше місце з «Що? Де? Коли?» і «Брейн-рингу», а також в загальному заліку — 2-ге місце по эрудит-квартету) і на Знатокіаді-2009 в м. Ейлат (у тому числі 2-е місце на Олімпійському турнірі з «Що? Де? Коли?»). У цьому ж році зіграв за збірну Великої Британії на Кубку Націй з гри «Що? Де? Коли?» у Кірові.
У 2010 році також кілька разів виступив за команду «Микита Мобайл ТеТе», яка отримала перемогу на VII чемпіонаті Узбекистану, а потім і на VIII чемпіонаті світу в місті Ейлат (Ізраїль). У 2011 і 2012 роках ця команда виграла першість країни без Магістра, але на IX і X чемпіонатах світу тих років він приєднувався до команди «НМТТ». У Одесі (2011) разом з колективом він став срібним призером, а в Саранську (2012) — золотим (ставши єдиним триразовим чемпіоном світу з гри «Що? Де? Коли?»).
Згідно з сайтом МАК ЩДК, входить до числа 11 гравців, що взяли участь в усіх десяти чемпіонатах світу зі спортивного «Що? Де? Коли?».
У ефірі програми «Вечірній Ургант» (170 випуск від 23 травня 2013 року) Олександр Друзь заявив, що припинить грати в «Що? Де? Коли?» після того, як зіграє свою соту гру в телеклубі, 15 вересня 2016, під час відповідей на питання користувачів соцмережі «ВКонтакті», сказав, що це був жарт.

### Відсторонення від участі в телеіграх і повернення
Через кілька тижнів після останньої гри Олександра Друзя в «Хто хоче стати мільйонером?», 12 лютого 2019 року головний редактор цієї телевізійної вікторини Ілля Бер звинуватив його в нечесній грі, опублікувавши в мережі публічне звернення до комісії з етики Міжнародної асоціації клубів «Що? Де? Коли?», Яку, власне, сам Друзь і очолює.
Згідно Іллі Беру, за кілька днів до зйомок передачі Олександр Друзь запропонував Беру «допомогти» виграти головний приз вікторини в 3 мільйони російських рублів в обмін на частку в виграші. Бер, бажаючи викрити Друзя, надалі фіксував свої розмови з ним на диктофон, записи яких він також виклав у своїй публічній заяві. Згідно із записами, в розмові Друзь підтвердив, що прохання «допомогти» було не жартом («Жарт-не-жарт, але можна розглянути варіант»), обговорив частку Бера (третина від суми після вирахування податків) і отримав від Бера частину питань майбутньої гри і правильні відповіді на них. Щоб довести факт шахрайства, Бер, за його словами, передав Друзю лише частину реальних питань і відповідей, а останні найбільш складні шість питань під час запису замінив на невідомі Друзю.
Таким чином, в ході гри Олександр Друзь і його знавець-напарник Віктор Сіднев змогли використати чотири відповіді з отриманих від Іллі Бера — для питань з шостого по дев'ятий. Ці відповіді були дані раніше досягнення «неспаленої суми». Потім Друзь і Сіднев дійшли до останнього — п'ятнадцятого питання, але не змогли на нього правильно відповісти, в результаті чого вони завершили гру з «неспаленої сумою» виграшу в 200 тисяч російських рублів. Ілля Бер припустив, що Сіднев, ймовірно, в змові не брав участі, такі висновки Бер зробив, спостерігаючи за його поведінкою в ефірі.
Подія викликала великий резонанс в ЗМІ. Через добу, Олександр Друзь відповів на питання журналістів. Він підтвердив справжність аудіозаписів своїх розмов з Іллею Бером, але, згідно з його версією, Бер сам запропонував йому угоду за правильні відповіді і Друзь лише «старанно йому підіграв», бажаючи подивитися «наскільки далеко може піти цей чоловік». «Я розумію, як нерозумно я вчинив, намагаючись переграти Бера. Мені шкода, що так вийшло», — резюмував Друзь.
15 лютого 2019 року результати гри за участю Олександра Друзя і Віктора Сиднева був офіційно анульований і виграш в 200 тисяч російських рублів їм не був виплачений. Крім того, компанії-виробники програм «Хто хоче стати мільйонером?» і «Що? Де? Коли?» прийняли рішення на невизначений час відсторонити Друзя і Бера від подальшого участі в обох телепередачах.
26 травня 2019 року на засіданні Правління МАК ЩДК Олександр Друзь вибачився за «дії за участю в телевізійній програмі „Хто хоче стати мільйонером?“». Правління більшістю голосів зберегло Друзя на посаді віце-президента МАК, але ліквідувало комісію з етики, якою він керував.
30 червня 2019 року після фіналу літньої серії ігор «Що? Де? Коли?» генеральним директором телекомпанії «Гра-ТБ» Наталією Стеценко було сказано про плани повернути Олександра Друзя за ігровий стіл у 2020 році до ювілейної серії ігор. У вересні з'явилася інформація про повернення Друзя в програму, але до кінця сезону він грати не зможе (інформація розміщена на головній сторінці офіційного сайту гри). Отже, за стіл сяде не раніше 2020 року.
28 вересня 2019 року Олександра Друзь повернувся в передачу «Що? Де? Коли?», але поки в якості глядача. За словами ведучого програми Бориса Крюка, Олександр Друзь не візьме участі в осінній серії ігор 2019 року; замість нього в складі команди Віктора Сіднєва буде грати Інна Семенова.
12 квітня 2020 року знову сів за ігровий стіл.

## Телебачення
Автор і ведучий інтелектуальних ігор і пізнавальних програм на різних телеканалах.

### Учасник та гість телепередач
- 1995, 1998, 2003 — «Блеф-клуб» на П'ятому каналі (Санкт-Петербург), також на телеканалі «Культура»[20][21][22].
- 2009 — «Особисті речі» на П'ятому каналі (Санкт-Петербург)[23].
- 2009, 2015, 2018 — «Хто хоче стати мільйонером?» на Першому каналі (Росія)[24][25].
- 2012 — «Доки всі вдома» на Першому каналі (Росія)[26].
- 2013 — «Тимчасово доступний» на каналі «ТБ Центр»[27].
- 2013 — «Сьогодні ввечері» на Першому каналі (Росія)[28].
- 2013, 2015 — «Вечірній Ургант» на Першому каналі (Росія)[29].
- 2014 — «Вгадай мелодію» на Першому каналі (Росія)[30].
- 2015 — «Наодинці з усіма» на Першому каналі (Росія)[31].

### Учасник документальних фільмів
- 2010 — «Володимир Ворошилов. Все життя — гра» (Перший канал)
- 2015 — «До першого крику сови» (Перший канал)[32].

## Інші проєкти

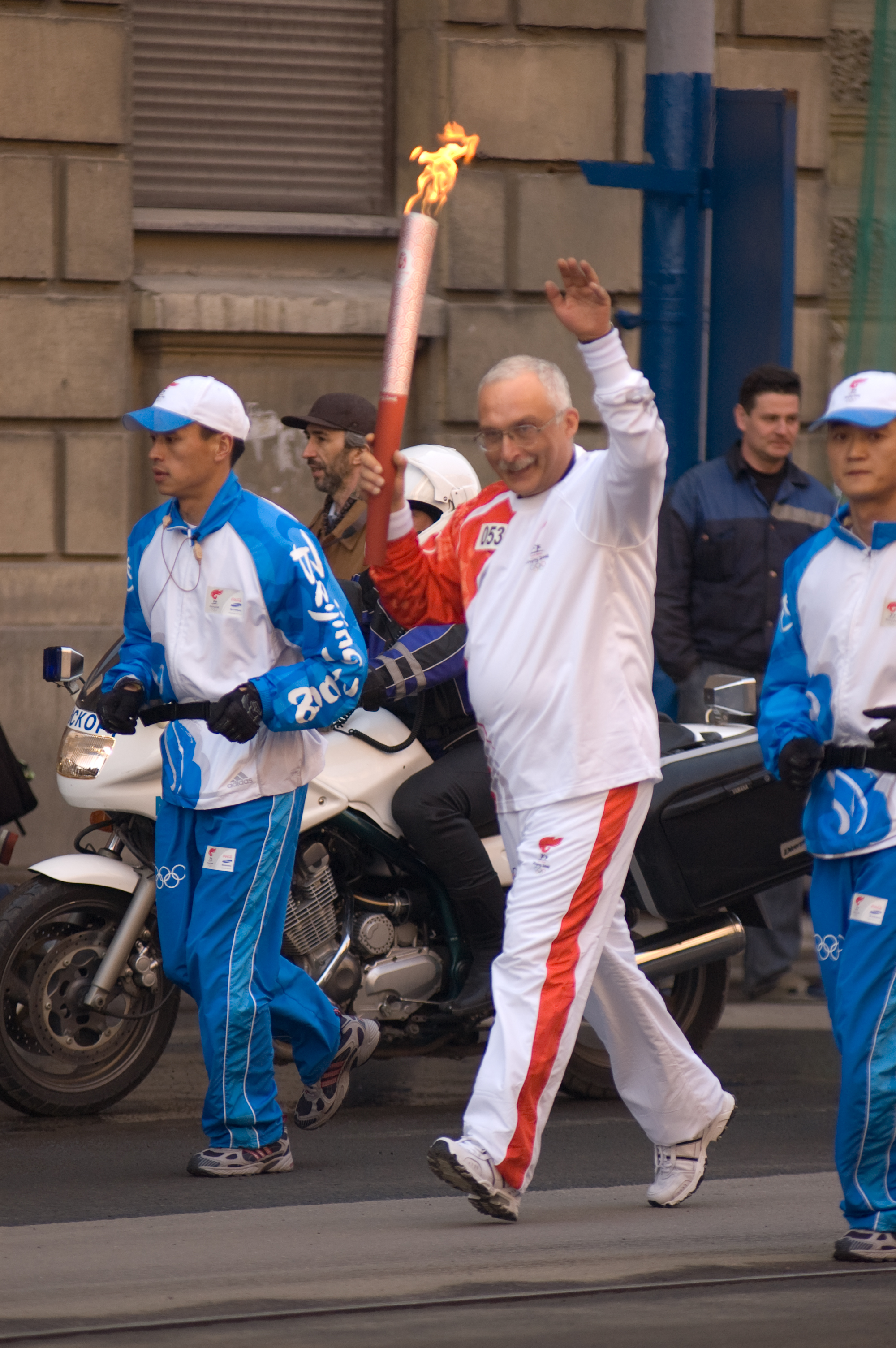
Друзь несе олімпійський факел

У 2007 році намагався стати депутатом Законодавчих Зборів Санкт-Петербургу 4-го скликання.
У 2008 році став одним з російських учасників естафети Олімпійського вогню, нарівні з членами уряду, зірками спорту і діячами мистецтва.
З 2011 по 2015 рік вів програму «Час істини» на історичному телеканалі «365 днів ТБ».
У 2015 році брав участь у благодійній акції «МакХеппі день» покликаної зібрати гроші на лікування хворих дітей.
У 2016 році працював таксистом в петербурзькій компанії «Таксовічкоф» у рамках благодійної акції, усі зібрані кошти від якої були перераховані до благодійного фонду «AdVita», що допомагає хворим на рак. Був ведучим циклу освітніх музичних концертів.
У 2017 році знявся в рекламному ролику на підтримку тверезого способу життя.
У 2018 році взяв участь в проекті благодійного фонду «Теплий дім», який допомагає сім'ям в кризовій ситуації. Брав участь в якості спікера на форумі «Активне довголіття Москви».
У 2019 році виступав на конференції АМОКОНФ. Був у складі журі «КВН».
Проводить інтелектуальні тренінги, створені їм за мотивами відомих телевізійних інтелектуальних ігор, а також виступи, лекції і консультації як спікер і експерт для компаній.

## Сім'я
- Дружина Олена Друзь — лікар,
- Дві дочки: Інна і Марина, обидві також грають в «Що? Де? Коли?» і нагороджувалися «Кришталевими совами».
- Онучка Аліса (нар. 2008)[42]
- Онучка Аліна (нар. 2011)
- Онучка Енслі (нар. 2014)
- Онучка Роні (нар. 2016)

Обидві дочки вчилися у фізико-математичному ліцеї № 239, де Олександр Друзь досі тренує юнацькі команди знавців, а також проводить ігри «Що? Де? Коли?» у зміненому форматі для усієї школи.